# چشمان الماسی
چشمان الماسی (به انگلیسی: Diamond Eyes) ششمین آلبوم استودیویی از گروهٔ موسیقی آلترناتیو متال آمریکایی دفتونز می‌باشد که در ۴ مهٔ سال ۲۰۱۰ از سوی رپریز رکوردز منتشر گردید. این نخستین آلبومی بود که با حضور سرجیو وگا نوازندهٔ بیس جدید گروه منتشر شد؛ که جایگزین چی چنگ، بیسیست اصلی دیفتونز، شده بود. آلبومی با عنوان موقتی اروس قرار بود ششمین آلبوم استودیویی گروه پس از مچ دست شنبه شب (۲۰۰۶) باشد، اما به دلیل تصادف شدید چی چنگ در نوامبر سال ۲۰۰۸ که منجر به کمای طولانی‌مدت او شد، کار بر روی آن نیمه‌تمام ماند. چنگ در نهایت در سال ۲۰۱۳ بر اثر ایست قلبی درگذشت. گروه با ادامهٔ فعالیت به همراهٔ سرجیو وگا به‌عنوان جانشین او، تصمیم گرفت انتشار اروس را به تعویق بیندازد و به جای آن، چشمان الماسی را در ژوئن سال ۲۰۰۹ منتشر نماید.